# Claudius Pompeianus
Tiberius Claudius Pompeianus est né au début des années 130 et mort un peu après 193. Il fut un des généraux les plus brillants de Marc Aurèle, et sans doute celui qui fut le plus proche de l'empereur philosophe. Associé à la famille impériale par son mariage avec une fille de Marc Aurèle, il fut un personnage incontournable dans les années qui suivirent et fut jugé capable de prétendre au titre impérial (capax imperii), sans pourtant jamais franchir le pas.

## Origine et débuts
Originaire d'Antioche de Syrie, Pompeianus était un homme nouveau (homo novus), son père Tiberius Claudius Quintianus en effet n'appartenait qu'à l'ordre équestre, si l'on en croit l'Histoire Auguste. La citoyenneté de la famille remontait vraisemblablement au règne de Claude. Les débuts du personnage échappent aux historiens, ils figuraient sans doute sur une inscription de Rome récemment publiée, mais bien trop lacunaire pour réellement apprendre quelque chose, si ce n'est fournir un indice supplémentaire sur sa participation supposée à la guerre qui opposa l’Empire romain aux Parthes de 161 à 166. Son premier poste réellement connu est le consulat. Il fut consul suffect I à la fin de l'année 162. Par la suite il fut nommé légat ou gouverneur de Pannonie inférieure de 164 à 167, province frontière située sur le Danube, où il est attesté en mai 167,. Il occupait donc en tant que légat consulaire une province habituellement confiée à d'anciens préteurs ce qui signifie sans doute que la garnison de la province avait été augmentée.

## Gendre de l'empereur et chef militaire
Les événements dramatiques qui opposèrent Rome aux peuples installés au-delà du Danube à la fin des années 160 et au début des années 170 entraînèrent une ascension exceptionnelle pour Pompéianus. Sa valeur militaire le distingua aux yeux de Marc Aurèle qui en fit son gendre en le mariant à sa fille Lucilla, jeune veuve du coempereur Lucius Verus mort en janvier 169. Les origines bien plus modestes de Pompéianus déclenchèrent bien des rumeurs et auraient suscité le ressentiment de Lucilla. Quoi qu'il en soit, Pompéianus apparaît alors comme le principal lieutenant de Marc Aurèle et le soutien de la dynastie. Il dirigea la contre-attaque romaine après les désastres infligés par l'offensive barbare qui mena les Quades et les Marcomans jusqu'en Italie du Nord. Il s'appuya alors sur Pertinax dont il favorisa la carrière,. La date de ces opérations est controversée. Les hypothèses concernent diverses années entre 165 et 171, ce qui peut placer l'attaque barbare avant ou après le mariage de Pompéianus et de Lucilla. L'hypothèse la plus couramment admise est actuellement de placer l'invasion de l'Italie du Nord en mai 170, mais elle ne fait pas encore l'unanimité.
La réussite de Pompéianus fut réelle et sa proximité avec Marc Aurèle renforcée : il fut honoré d'un second consulat II en 173. Il participa ensuite encore à de nombreuses opérations militaires, sans que nous les connaissions avec certitude, les sources étant alors rares et allusives. Deux inscriptions latines trouvées dans le delta du Danube laissent penser à des opérations menées dans cette région, mais leur interprétation est délicate. À la mort de Marc Aurèle, Pompéianus se trouvait toujours à ses côtés au sein des camps militaires des régions danubiennes.

## Disgrâce sous Commode
Lors de la succession de Marc Aurèle, Pompéianus joua sans doute un grand rôle, et l'on peut penser que la fidélité des armées lui était acquise. Il facilita alors considérablement l'arrivée sur le trône de Commode le fils de Marc Aurèle. Hérodien au début de son histoire des empereurs romains insiste sur le rôle de Pompéianus à ce moment et le montre en partisan de la poursuite des opérations militaires face au jeune Commode plus soucieux de rentrer à Rome et imposant finalement une paix honteuse à Rome. Ces passages doivent être considérés avec un  recul critique, les autres sources ne corroborant pas cette idée d'une paix honteuse et l'opposition entre Commode et Pompéianus est sans doute alors anachronique.
Ce n'est en effet que plus tard que les rapports entre le jeune empereur et l'officier chevronné se dégradèrent. Lucilla, la femme de Pompeianus, organisa en effet en 182 une conspiration qui devait éliminer Commode. Si le fils de Pompeianus participa au complot, ce ne fut pas son cas car il vivait séparé de son épouse et il ne fut pas victime des purges qui suivirent. Mais il était désormais suspect et en disgrâce. Prétextant sa vieillesse et sa mauvaise vue, il se retira dans ses propriétés italiennes et refusa d'assister aux démonstrations de Commode dans l'amphithéâtre. 

## Prétendant potentiel à l'empire en 193
La mort de Commode le 31 décembre 192 fut l'occasion d'un bref retour de Pompéianus sur la scène politique : le vieux sénateur revint à Rome pour rencontrer Pertinax, son ancien protégé devenu empereur. Ce dernier lui aurait alors proposé de diriger l'empire selon l’Histoire Auguste. Dion Cassius ne confirme pas cette proposition mais témoigne du très grand respect affiché par Pertinax envers son ancien chef, il trace aussi le portrait d'un Pompéianus, certes âgé, mais en bonne santé, à l'intelligence politique et au prestige intact. L'assassinat de Pertinax par des prétoriens fut pour Pompéianus le signal du retour dans sa retraite, même si, toujours selon l’Histoire Auguste, Didius Julianus lui a aussi proposé de monter sur le trône impérial — épisode dont l'authenticité est suspecte. Pompéianus mourut sans doute peu de temps après.
Ses enfants lui survécurent et bénéficièrent d'un prestige familial très important : ils étaient les petits-enfants de Marc Aurèle. Ce prestige était cependant dangereux car la nouvelle dynastie des Sévères pouvait voir en eux des concurrents possibles : son fils Aurelius Commodus, qui fut consul en 209 et fut assassiné en 211 ou 212 à l'instigation de Caracalla. Il existe encore, dans les consuls ordinaires de 231 et 241, des descendants de Pompeianus. Véritable second de Marc Aurèle qui pouvait prétendre à l'empire, il ne le fit pas, et peut donc passer pour un modèle des valeurs et des vertus sénatoriales de la fin du deuxième siècle, un des personnages et des généraux essentiels de cette époque, dont la vie est cependant très incomplètement connue.

## Famille
De son mariage avec Lucilla, Pompeianus eut au moins un fils qui fut tué par Caracalla après la mort de Geta,. Le personnage nommé Claudius Pompeianus, qui fut consul ordinaire en 231 était aussi un descendant de Pompeianus. 
Claudius Pompeianus Quintianus, qui tenta d'assassiner Commode, était sans doute de sa famille aussi, probablement son neveu. En conséquence on peut aussi rapprocher de la famille, Ti. Claudius Quintianus, consul en 235et considérer qu'il était un descendant de Pompeianus et Lucilla.

## Filmographie
Son personnage et sa vie ont inspiré les héros des films La chute de l'Empire romain (Livius) et Gladiator (Maximus Decimus Meridius), ce dernier comportant beaucoup de traits communs avec Claudius Pompeianus.

### Inscriptions latines
1. ↑  CIL XVI, 00123
2. ↑  CIL IX, 04970 et CIL XI, 7555
3. ↑  CIL III, 6176

- CIL VI, 41120 ;
- CIL XVI, 127 = CIL 03, p 2328,72 = ILSard-01, 00182 = ZPE-133-279 = AE 1898, 00078 = AE 2008, +00022 = AE 2008, +00613;
- CIL III, 8484 = CIL 03, 01790a (p 2328,121) = CIL 03, 06362a = D 03381 = CINar-01, 00011a;
- ILTG, 239 (AE 1934, 96) ;
- Peut-être Année épigraphique AE 1971, 208 = AE 1974, n° 411 ;